# Кава Манара
Кава Манара (итал. Cava Manara) је насеље у Италији у округу Павија, региону Ломбардија.
Према процени из 2011. у насељу је живело 3526 становника. Насеље се налази на надморској висини од 80 м.

## Становништво
| 1936. | 1951. | 1961. | 1971. | 1981. | 1991. | 2001. | 2011. |
| ----- | ----- | ----- | ----- | ----- | ----- | ----- | ----- |
| 3.133 | 3.363 | 3.635 | 3.953 | 4.106 | 4.718 | 5.321 | 6.586 |